# When Dream and Day Reunite
When Dream and Day Reunite è un bootleg del gruppo musicale statunitense Dream Theater, pubblicato nel 2005 dalla YtseJam Records.

## Descrizione
Terza uscita appartenente al catalogo "Live Series", contiene l'intera esecuzione del primo album When Dream and Day Unite avvenuta il 6 marzo 2004 al Pantages Theatre di Los Angeles per celebrare i 15 anni dalla sua pubblicazione. Al termine dell'esecuzione dell'album, i Dream Theater hanno eseguito i brani To Live Forever e Metropolis insieme al primo cantante Charlie Dominici e all'ex-tastierista Derek Sherinian (quest'ultimo ha partecipato soltanto all'esecuzione di Metropolis).
Il 3 dicembre 2021 il disco è stato ripubblicato in edizione rimasterizzata e con una nuova copertina, oltre alla sua commercializzazione anche nei formati vinile e digitale.

## Tracce
1. A Fortune in Lies – 5:23
2. Status Seeker – 4:38
3. Ytse Jam – 6:10
4. The Killing Hand – 12:30
5. Light Fuse and Get Away – 8:29
6. Afterlife – 5:45
7. The Ones Who Help to Set the Sun – 7:53
8. Only a Matter of Time – 7:34

Bonus Encore
1. To Live Forever – 4:54
2. Metropolis – 14:20

## Formazione
Gruppo
- James LaBrie – voce
- John Myung – basso, Chapman Stick
- John Petrucci – chitarra, voce
- Mike Portnoy – batteria, voce
- Jordan Rudess – tastiera

Altri musicisti
- Charlie Dominici – voce aggiuntiva (tracce 9 e 10)
- Derek Sherinian – tastiera aggiuntiva (traccia 10)

Produzione
- Mike Portnoy – produzione
- John Petrucci – produzione
- Rich Mouser – registrazione
- Nigel Paul – ingegneria audio
- Bryan Russell – missaggio